# Brunsviga
Brunsviga est une marque de machines à calculer mécaniques, puis électriques, dont la genèse remonte à 1892. C’est également une partie du nom pris en 1927 par la firme Grimme Natalis & Co qui les produit.

## Les origines des machines à calculer Brunsviga
Aux origines de la Brunsviga on trouve l’arithmomètre mis au point par le Sudéois Willgodt Theophil Odhner (en) (1845-1905),. Odhner, qui avait étudié la mécanique à l’Institut royal de technologie de Stockolom, émigra en 1868 ou 1869 en Russie pour y chercher du travail. Il fut embauché par son compatriote Ludvig Nobel, le frère d’Alfred Nobel, qui dirigeait une importante usine d’armement. Il fut amené à réparer des arithmomètres, dits arithmomètres de Thomas du nom de leur inventeur dans les années 1820. Par arithmomètres, on entendait des machines à calculer mécaniques capable d’effectuer les quatre opérations d’arithmétique. Odhner améliora et simplifia ces machines qui étaient coûteuses à fabriquer en utilisant notamment un système de transmission différent.

## Les débuts de la Brunsviga
En 1878, pour développer ses affaires, Odhner s’associe avec Karl Königsberger,, conseiller commercial et marchand de la guilde de Saint-Pétersbourg. Königsberger dépose les brevets dans de nombreux pays dont le brevet allemand n° 7393.11, le 19 novembre 1878. En 1892, l’un des dirigeants de la société allemande de machines à coudre Grimme & Natalis achète le brevet de la machine d’Odhner. L’idée est d’utiliser l’outil de production de l’usine de machines à coudre pour réaliser la fabrication de machines à calculer. Le brevet acheté comprend les droits de distribution pour l’Allemagne, la Belgique et la Suisse. Les machines à calculer seront lancées sous le nom de la marque Brunsviga, Grimme & Natalis étant implantée à Brunswick.

## Les modèles des machines à calculer Brunsviga
La première machine est lancée en juillet 1892 sous le nom de Brunsviga. C’est le modèle A semblable aux machines d’Odhner. Par la suite, Franz Trinks, directeur de Brunsviga qui a une formation d’ingénieur, va apporter de multiples modifications tant sur le design que sur les capacités. En vingt ans, sur la base de ses inventions, 89 brevets en Allemagne et 152 brevets étrangers seront déposés. Une innovation technique sera de concevoir des machines capables d’effectuer simultanément plusieurs opérations, deux, voire trois à l’image de la Trinks-Triplex. Elle est lancée avant la Première Guerre mondiale et est munie de dix-neuf leviers d’inscription qui donne vingt chiffre dans les résultats. Les Brunsviga Novas seront lancées vers 1925, de même que les Brunsviga 13. La Brunsviga Dupla lancée en 1929 est la dernière conçue par Franz Trinks qui mourra en 1931 est électrique. En 1952, 60 modèles auront été lancés sur le marché depuis 1892 et 265 000 machines vendues.

## Une marque phare
En 1952, la société Brunsviga Maschinenwerke AG emploie mille personnes et a vendue depuis 1892, 265 000 machines. Dans les années 1920 après les lancements de la Nova et de la série 13, 40 000 machines sont produites de 1926 à 1930, autant que de 1892 à 1921. Selon l'article rédigé par Peter Faulstich, pendant près de cinquante ans, on emploie le nom de «Brunsviga» pour désigner les machines à calculer.

## Les raisons du succès

### Des machines conçues pour répondre à un besoin
En 1872, une revue spécialisée exprimait les conditions pour que les machines à calculer puissent trouver leur marché dans les termes suivants : « Si une machine à calculer fiable pouvait être fabriquée pour être vendue au détail à un prix modique, disons cinq dollars, avec laquelle on pourrait faire des additions, des soustractions, des multiplications et des divisions, elle trouverait sans aucun doute preneur, car tous les hommes d'affaires pressés veulent un tel gain de temps…. » En rationalisant sa production sous l’égide du docteur Hermann Hoffmeister (1886-1930), Brunsviga a pu produire en série à des coûts maîtrisés et sortir un produit répondant aux attentes du marché. La société a également travaillé à réduire le poids et les dimensions, notamment pour faciliter les expéditions en lançant des séries sous formes miniaturisées (A, B et J) ou des modèles très peu encombrants comme la Brunsviga 13. Cela a permis de diminuer beaucoup les prix de vente. Corrélativement, la machine à calculer a été adoptée dans la première partie du vingtième siècle par de nombreux secteurs pour mener leurs calculs comme les assurances, des statistiques officielles, de la géodésie et de l'astronomie ainsi que de l'ingénierie. Plus généralement, tous les secteurs où il existait une tradition de calcul de précision ont eu besoin de machines à calculer au moment où la démographie s’accroissait fortement et que les exigences en calculs économique s’accroissaient. Le processus d'industrialisation, la croissance de la population et les exigences croissantes en matière de comptabilité économique ont généré un nombre considérable de calculs et de statistiques qui devaient être traités le plus rapidement possible et à moindre coût.

### Un réseau de distribution dense et international
La pénétration de la marque s’est accompagnée du dépôt de très nombreux brevets au fur et de la construction d’un réseau international: avant 1915, plus de cent brevets en Allemagne et 200 à l’étranger ont été déposés. En 1906, des représentants Brunsviga sont répertoriés à Londres, Paris, Stockholm, Barcelone, Conception, Buenos-Aires, Sao Paolo et Johannesburg et la société ouvre des agences au Pays-Bas et au Danemark. En 1931, en sus des 30 bureaux en Allemagne, il y en aura 90 à l’étranger.

### Une stratégie publicitaire efficace

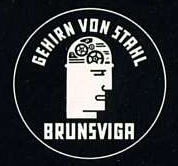
Le Cerveau d'acier.

À partir de 1909, le slogan le cerveau d’acier avec une illustration du mathématicien Carl Friedrich Gauss, originaire de Brunswick, a été adopté par la marque. Il a évolué à la fin des années 1920 sous le travail du graphiste graphiste Günther Clausen (de) (1885-1954)  qui a notamment modifié la tête. Le logo s’accompagnait d’un message publicitaire où il était écrit « Calcule tout ».
Parallèlement, la firme a beaucoup communiqué par les journaux pour vanter l'utilisation des machines à calculer comme on peut le voir par exemple dans différents numéros du Manchester Guardian, mettant notamment en scène un employé travaillant avec une Brunsviga ou de revues spécialisées. Il a été également fait appel à différents artistes qui ont publié dans la revue mensuelle de l'entreprise. Pour les vingt ans de la Brunsviga en 1912, une brochure anniversaire a été publiée sous le titre « Quand les machines à calculer ont un cœur », une nouvelle de l'écrivain Fritz-Müller, qui sera republiée plus tard. Le peintre et graphiste de Brunswick, Karl Bock (1873-1940), a créé la couverture, tandis que les illustrations de ce numéro sont de l'artiste autrichien August Mandlick (1860-1934). L'écrivain Abraham Halberthal (1881-1969) écrit sous le pseudo de A. Halbert des nouvelles publiées dans la revue mensuelle de la société pour présenter la machine à calculer.

## La machine de grands scientifiques et de collectionneurs
Beaucoup de grands scientifiques ont adopté la Brunsviga. Parmi les plus connus, Enrico Fermi, qui l’a utilisée au début des travaux menés sur les réactions nucléaires en chaîne, Karl Pearson, Stephen Wilson,Sydney Holt. On trouve également des Brunsviga dans des musées et institutions scientifiques. Le Smithsonian possède ainsi le modèle C. L'Institut Henri Poincaré en a également dans son patrimoine.

## La fin des Brunsviga
EN 1959, la société Olympia Werke prend le contrôle total de Brunsviga  MaschinenWerke AG. Dans la foulée, en 1962, la plupart des modèles existants — 11 S, 11 E, 16 E, 13 BR, 18 RK, D 18 R, D13 R/1 D13 R2 — sont arrêtés. Restent les 13 RK, B 20 et B 183 obtenables jusque 1963, puis, de l’ancienne gamme seule la 13 RM, lancée en 1964.
La RT4 (1970-1971), elle fabriquée en Espagne sera la dernière machine lancée par Olympia mais elle aura une production limitée, environ 1500 exemplaire.
En 1972, la production des machines à calculer mécaniques est arrêtée par Olympia.